# Dziewczyna z komputera (serial telewizyjny)
Dziewczyna z komputera (ang. Weird Science) – amerykański serial komediowy, emitowany w latach 1994-1997. Serial zrealizowano na podstawie filmu o tym samym tytule z 1985 roku.

## Główne role
- Vanessa Angel – Lisa, dziewczyna z komputera
- John Mallory Asher – Gary Wallace
- Andrew Prine – Wayne Donnelly (1994-)
- Melanie Chartoff – Marcia Donnelly (1996-)
- Bruce Jarchow – dyrektor Scampi
- Richard Fancy – Wayne Donnelly (1994)
- Brittney Powell – Roxanne (1997)
- Michael Manasseri – Wyatt Donnelly
- Chad Cox – Ted (1994-1997)
- Jeff Doucette – Al Wallace
- Melendy Britt – Marcia Donnelly

W mniejszych rolach i epizodach wystąpili m.in.: Krista Allen, Denise Richards, Michael Clarke Duncan.